# VDO Automotive
VDO ist eine Marke für Automobilelektronik und -mechatronik des weltweit tätigen Automobilzulieferers Continental AG. Bis 2008 wurde sie unter dem Namen VDO Automotive AG als separates Unternehmen geführt.

## Geschichte

### VDO

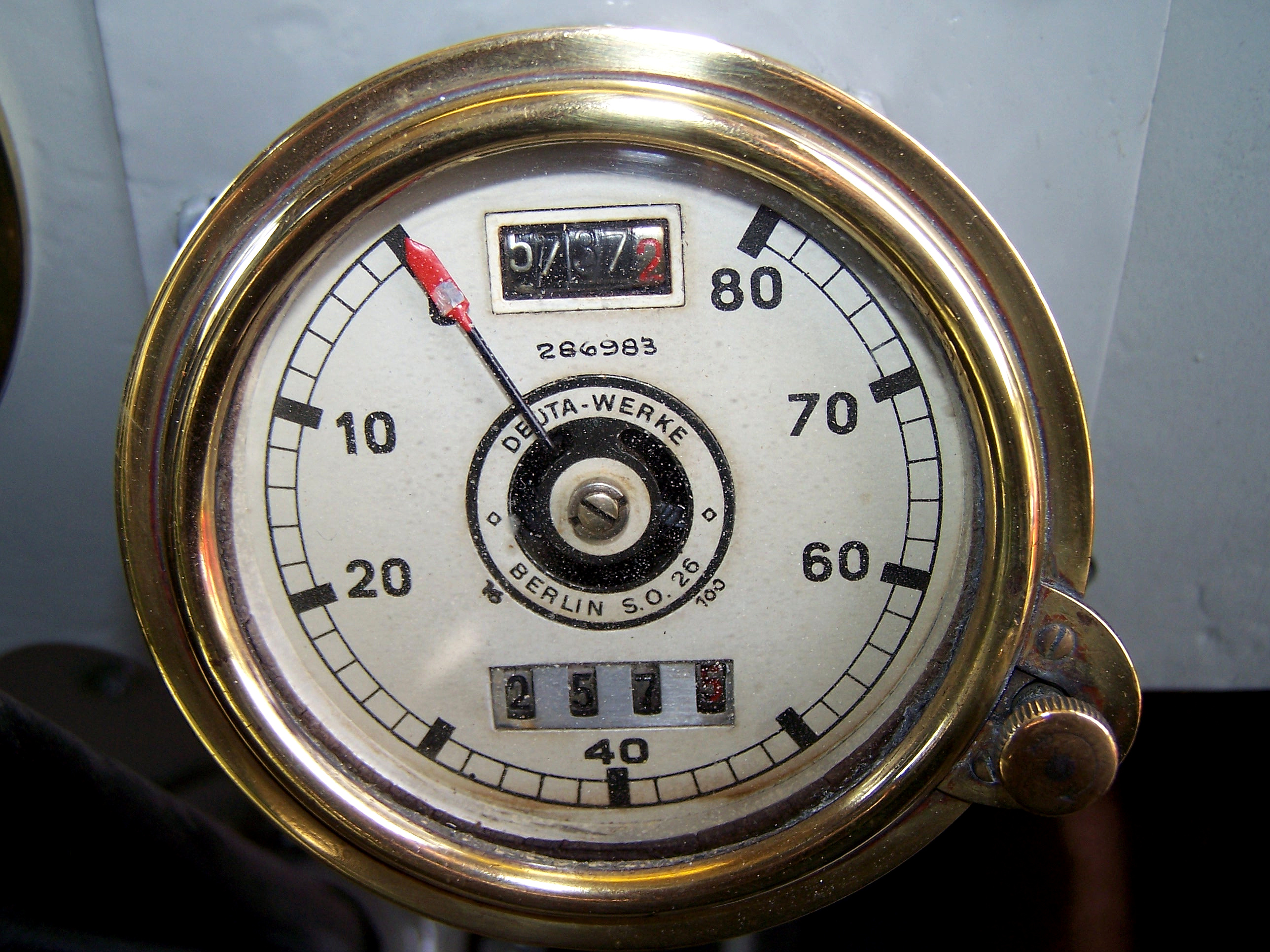
Deuta-Tachometer eines historischen DAAG-Postbusses aus dem Jahr 1925

VDO (Vereinigte Deuta-Ota) entstand 1929 durch den Zusammenschluss der Deuta (damals: Deutsche Tachometer-Werke GmbH; heute: DEUTA-WERKE GmbH) mit der OTA Apparate GmbH (Offenbacher Tachometer-Werke). Aus dem Geschäftsbereich Automobil der Deuta wurde später die VDO Adolf Schindling Tachometerwerke GmbH, die wiederum zur VDO Adolf Schindling AG wurde. 1978 wurden die Uhrenhersteller IWC und Jaeger-LeCoultre zugekauft.
Die Alleinerbin von Adolf Schindling, Liselott Linsenhoff (verheiratete Schindling-Rheinberger), die auch langjährige Aufsichtsratsvorsitzende und ab 1984 Ehrenaufsichtsratsvorsitzende von VDO war, verkaufte das Unternehmen 1991 an Mannesmann. Zuvor wurden bereits die Unternehmensbereiche VDO Luftfahrt (heute zu: Diehl Aerospace), VDO Marine, VDO Verkehrsleittechnik (heute zu: Designa) und VDO Mess- und Regelungstechnik (heute: tecsis GmbH, Teil der WIKA Group) veräußert. Daraufhin wurde die Mannesmann Kienzle GmbH (Tachographen und Taxameter) in die Mannesmann VDO AG integriert. 1998 folgte die Akquisition des Philips-Geschäftszweiges Philips Car Communications (Audio und Autonavigation) welcher dann als VDO Dayton firmierte. 1999 wurde die VDO-Sparte Fahrrad-Computer an die Cycle Parts GmbH in Rohrbach/Landau verkauft. Diese bietet weiterhin Fahrrad- und Puls-Computer unter der Marke VDO an.
Im Jahr 2000 kam es zur feindlichen Übernahme des Mannesmann-Konzerns durch Vodafone. Diese behielt den Telekommunikationsbereich und beabsichtigte zunächst, die industriellen Geschäftsbereiche, darunter die VDO, die bereits Mannesmann im Abwehrkampf der Übernahme unter dem Namen ATECS („Advanced Technologies“) zusammengefasst hatte, an die Börse zu bringen. Dies kam jedoch nicht zustande, der Bereich ging an ein Konsortium von Siemens und Bosch. Siemens übernahm dabei unter anderem VDO, während Bosch unter anderem Rexroth übernahm. Durch den Zusammenschluss mit der Siemens Automotive AG entstand so ein großer Zulieferer von Automobilelektronik und -mechatronik.

### Siemens Automobiltechnik
Siemens gründete 1989 den eigenständigen Geschäftsbereich Automobiltechnik. 2000 wurde dieser aus der Siemens AG als Siemens Automotive AG ausgegliedert und im folgenden Jahr 2001 mit VDO zur Siemens VDO Automotive AG fusioniert.

### Siemens VDO Automotive (AG)
Stand 2005 hatte Siemens VDO ca. 50.800 Mitarbeiter, einen Umsatz von 9.6 Milliarden EUR, 630 Millionen EUR Gruppen-Gewinn und einen Aufwand für Forschung & Entwicklung von 913 Millionen EUR.
Im März 2006 wurde die Siemens VDO Automotive AG rechtlich in die Siemens AG integriert. Die Firmen- und Produktmarken „Siemens VDO“ und „VDO Dayton“ wurden nach der Integration des Unternehmens weitergeführt. Der Bereich trug innerhalb der Siemens AG den Namen „Siemens VDO Automotive“.
Am 25. Januar 2007 gab Siemens die Absicht bekannt, den Bereich an die Börse zu bringen, wobei die Aktienmehrheit sowie die industrielle Führung weiterhin bei Siemens bleiben sollten. Am 1. Juni 2007 wurde der Geschäftsbereich wieder unter dem alten Namen „Siemens VDO Automotive AG“ ausgegliedert.
Am 25. Juli 2007 entschied der Aufsichtsrat der Siemens AG, die Siemens VDO Automotive AG für 11,4 Mrd. € an Conti zu verkaufen. Seit dem 5. Dezember 2007 war das Unternehmen vollständig im Besitz der Continental AG.

### VDO Automotive AG
Nach der Übernahme wurde das Unternehmen am 10. Dezember 2007 in das Handelsregister unter der  Firma VDO Automotive AG eingetragen.
Am 1. April 2008 wurde die Elektromotoren-Sparte an Brose verkauft. Dies umfasste Fensterhebermotoren und Antriebe für ABS/ESP, Heizung/Lüftung (HVAC), Motorkühlung, elektrische Lenkungen, Schiebedächer, Doppelkupplungen (DCT) sowie Parkbremsen.

### Continental Automotive GmbH
Am 2. Juni 2008 verschmolz die VDO Automotive AG in die Continental Automotive GmbH. Im November 2008 gab Continental bekannt, zum Jahresende die Marke VDO Dayton und deren Endkundengeschäft aufzugeben. Produktion und Vertrieb von portablen und nachrüstbaren Navigationsgeräten sowie Autoradios und DVD-Playern wurden eingestellt. Allerdings wurde das OEM-Geschäft mit Kfz-Herstellern wie VW und BMW mit Navigations- und Multimedialösungen fortgeführt.
2019 wurde der Bereich Powertrain in eine eigene Gesellschaft überführt: Vitesco Technologies.

## Konzernstrukturen
Die Siemens VDO war in vier Geschäftsbereiche eingeteilt, die wiederum jeweils mehrere Bereiche beinhalteten. Diese Bereiche waren:

### Chassis & Safety
- Motor Drives
- Safety & Chassis Electronics

### Interior Electronics & Infotainment
- Infotainment Solutions
- Information Systems Passenger Cars
- Interior Controls
- Radio Navigation

### Powertrain
- Diesel Systems
- Engine Actuators, Air and Emissions Management
- Electronics & Drivetrain
- Fuel Supply Systems
- Gasoline Systems
- Sensors

### Commercial Vehicles
Nach der Eingliederung in den Continental-Konzern gingen diese Geschäftsbereiche in die neu entstandenen Divisionen Powertrain, Interior und Chassis & Safety ein.

## Produkte (Beispiele)

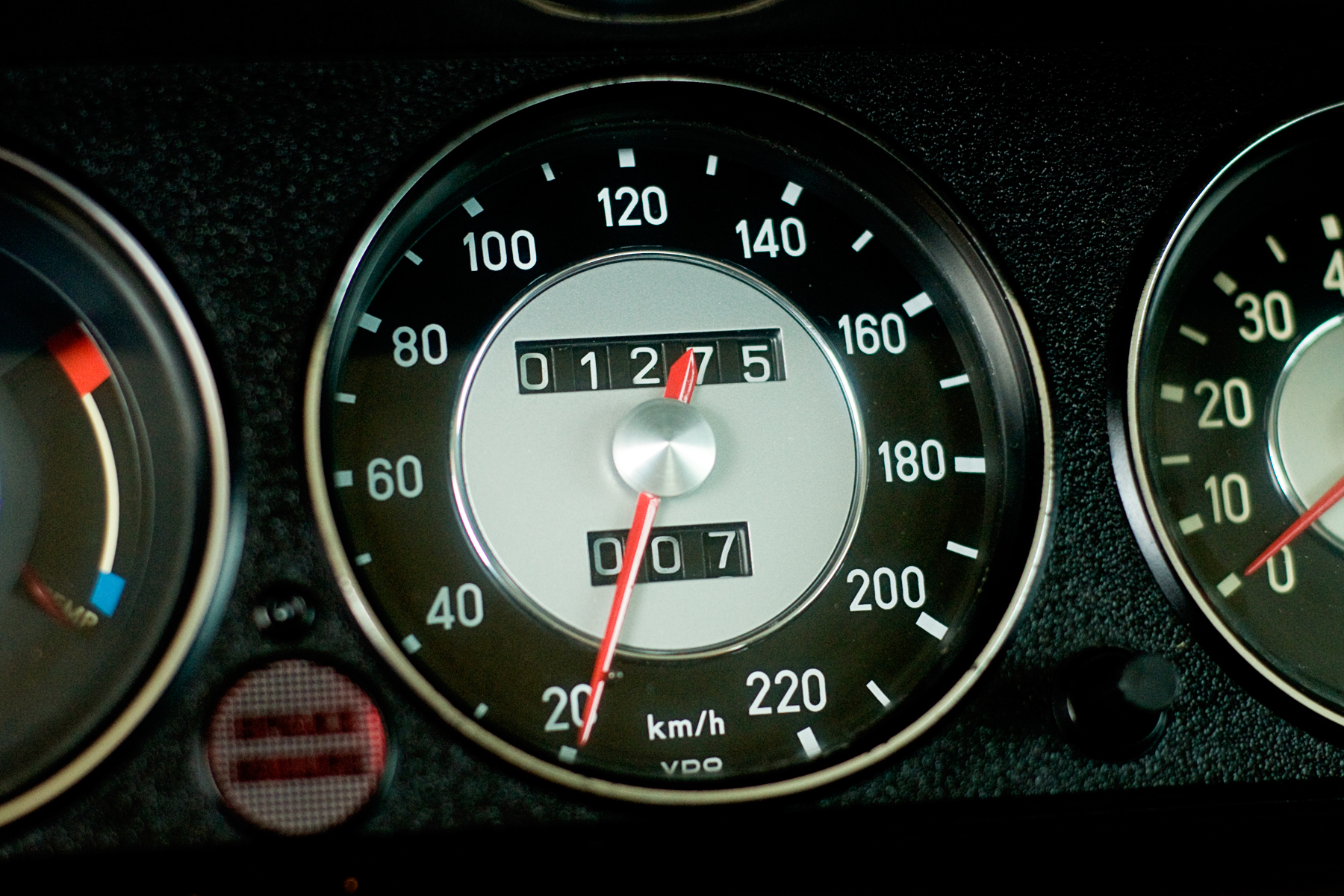
Tachometer von VDO in einem BMW 2002 ti Alpina

Die Continental Automotive GmbH bietet damit unter anderem folgende Produkte (siehe auch dort):

### Chassis & Safety
- Fahrerassistenzsysteme
- Elektronische Keilbremse
- Insassenüberwachungssysteme
- Module für die Motorkühlung
- Powerpacks für Brems-, Lenk- und Getriebesysteme
- Reifendrucküberwachung
- Radar, Lidar, Videosensorik zur Unfallvermeidung
- Steuergeräte, auch für die anderen Bereiche unten
- Steuergeräte und Auslösesensorik für Airbags
- Zugangskontrollsysteme

### Interior & Infotainment
- Bordelektroniksysteme
- Cockpit-Kompletteinheit
- Fahrerinformationssysteme (Digifiz etc.)
- Kombiinstrumente
- Head-up-Displays
- Heizungs- und Klimasteuerung
- Infotainment und Telematik-Systeme
- Maut-Systeme
- Navigations- und Multimediasysteme
- Tachographen

### Powertrain
- Abgasregelsysteme
- Elektronische Getriebesteuerung
- Hybridlösungen
- Kraftstofffördereinheiten (Module aus Kraftstoffpumpen, Vorratsgeber, Druckregler und Filter)
- Piezo-Common-Rail-Systeme (PCR)
- Piezo-Pumpe-Düse-Einspritzsysteme (PPD)
- Systeme und Komponenten für die Einspritzsysteme in Ottomotoren
- Tankentlüftungssysteme

### Service & Special solutions
- Betriebsleittechnik
- Fahrgastinformation
- Elektronisches Ticketing
- Regelanlagen/Aktuatoren
- Sensoren

## Innovationen (Beispiele)
- Piezo Common Rail System (Deutscher Zukunftspreis 2005)
- Farbiges Head-Up-Display (im Audi A6 und Audi A7)
- Elektronische Keilbremse per Brake-by-Wire
- Wirkte mit bei dem „ALLFA-Ticket“ des Forschungsprojektes „intermobil“ (Elektronisches Ticket im Raum Dresden)
- MAPPS (Magnetischer Passiver Positionssensor) ist ein vollständig gekapselter Drehwiderstand, der im Wesentlichen aus 52 biegsamen Metallzungen besteht, die wie die Tasten auf einem Klavier nebeneinander angeordnet sind. Die Kontakte werden von außen über einen beweglichen Magneten durch die Kapselung hindurch geschlossen. Der Drehwiderstand unterliegt praktisch keinem mechanischen oder chemischen Verschleiß. Anwendung vorzugsweise bei Füllstandsanzeigen.
- Siemens VDO ist einer der Hersteller der On-Board-Unit (OBU) für die Lkw-Maut in Deutschland.[17]

## Standorte

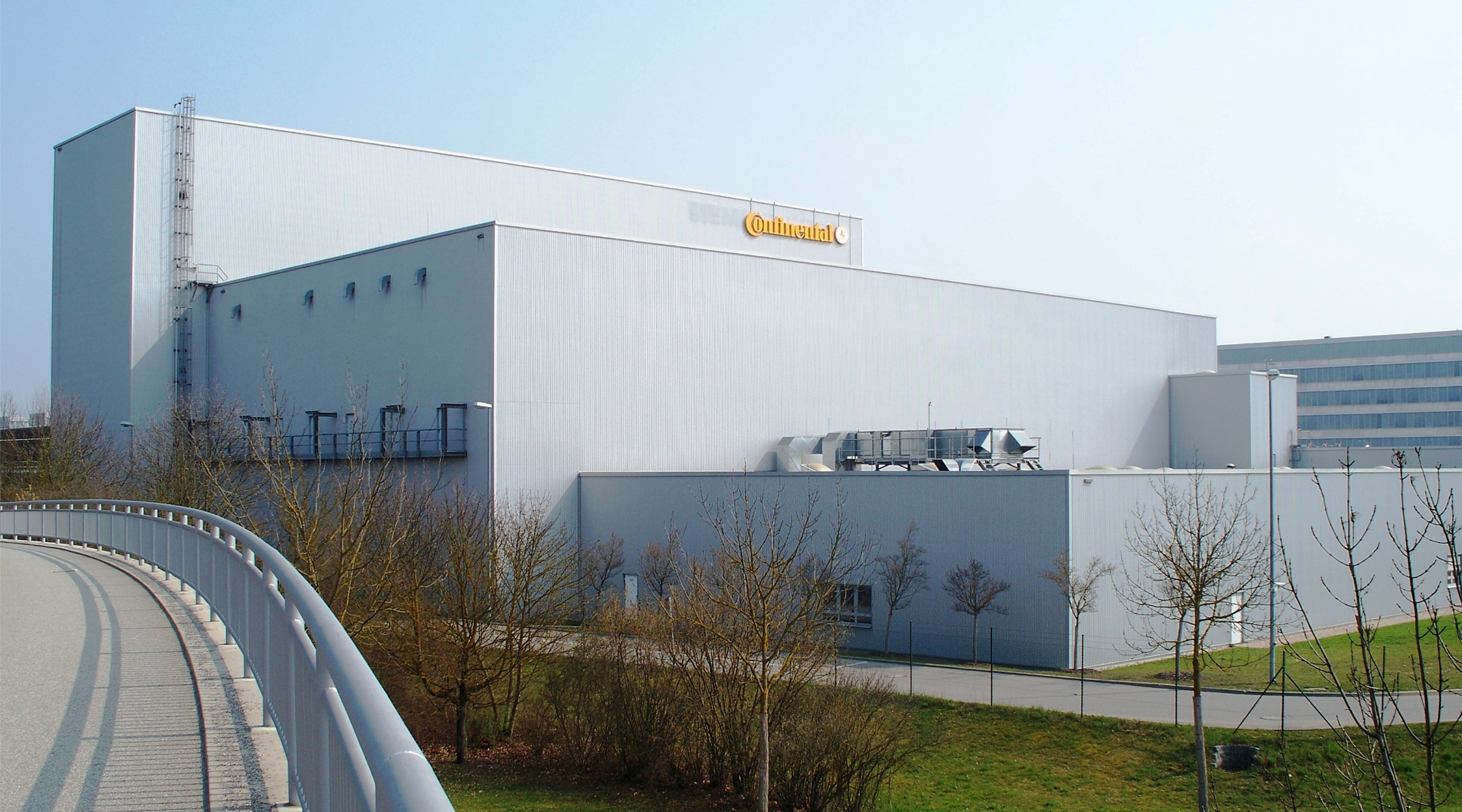
Continental Automotive in Regensburg

Stand 2021 war Conti weltweit an etwa 561 Standorten vertreten.